# Еберхард I фон Берг-Алтена
Еберхард I фон Берг-Алтена (на немски: Eberhard I von Berg-Altena, * пр. 1150, † 23 януари 1180) е първият граф на Алтена от 1160 до 1180 г.
Той е син на граф Адолф II (IV) фон Берг (1095 – 1170) и втората му съпруга Ирмгард фон Шварценбург-Васербург, племенница на Фридрих I фон Шварценбург, архиепископът на Кьолн, дъщеря на граф Енгелберт фон Шварценбург († сл. 1125).
С брат му Енгелберт I (* 1157; † 1189) си разделят територията на графство Берг. Еберхард получава Алтена във Вестфалия, а брат му Енгелберт Берг. С него той има дългогодшен конфликт.
Останалите му братя са на църковни служби: Фридрих II е от 1156 до 1158 г. архиепископ на Кьолн, Бруно III e архиепископ на Кьолн от 1191 до 1193 г., Арнолд е епископ на Оснабрюк (1173 – 1190) и Адолф е абат на манастир Верден от 1160 до 1174 г.
При неговата смърт неговото графство Алтена е разделено от двата му големи сина, Арнолд и Фридрих.

## Фамилия
Еберхард I е женен за Аделхайд фон Куик-Арнсберг (1157 – 1190?), дъщеря на граф Хайнрих фон Аренсбург-Ритберг († сл. 1200). Те имат децата:
- Арнолд фон Алтена (* ок. 1150, † 1209), граф
- Фридрих фон Берг-Алтена (* ок. 1155, † 1198), граф
- Адолф I от Кьолн (* 1157, † 1220), граф на Берг-Алтена, архиепископ на Кьолн
- Ода († 1224), ∞ граф Симон фон Текленбург († 1202)